# Duccio di Buoninsegna
Duccio di Buoninsegna (asi 1255 /60 Siena – 1318 /19) byl italský malíř, zakladatel sienské malířské školy.

## Význam
Sienští malíři nezavrhovali na rozdíl od florentské školy byzantskou tradici, která do té doby měla v italském výtvarném umění dominující postavení, ale snažili se vdechnout obrazům malovaným po byzantském způsobu život. Mnohem více než Florenťané byli ovlivněni zaalpskou gotikou. Ducciův osobitý styl představuje syntézu byzantských prvků (barevnost a kompozice) a gotické, především francouzské kultury (lineární kresba).  Na rozdíl od byzantských mistrů a zaalpských malířů však Duccio vyjadřuje lidské city přece jen realističtějším způsobem. Nemá však zatím cit pro zobrazení prostoru a hloubky.  Do jisté míry připomíná také mladšího florentského současníka Giotta di Bondoneho, i když každý z nich šel svou vlastní cestou a stal se zakladatelem osobité malířské školy. Ducciova malba se vyznačuje elegancí, jemností a lyričností. 

## Život a dílo

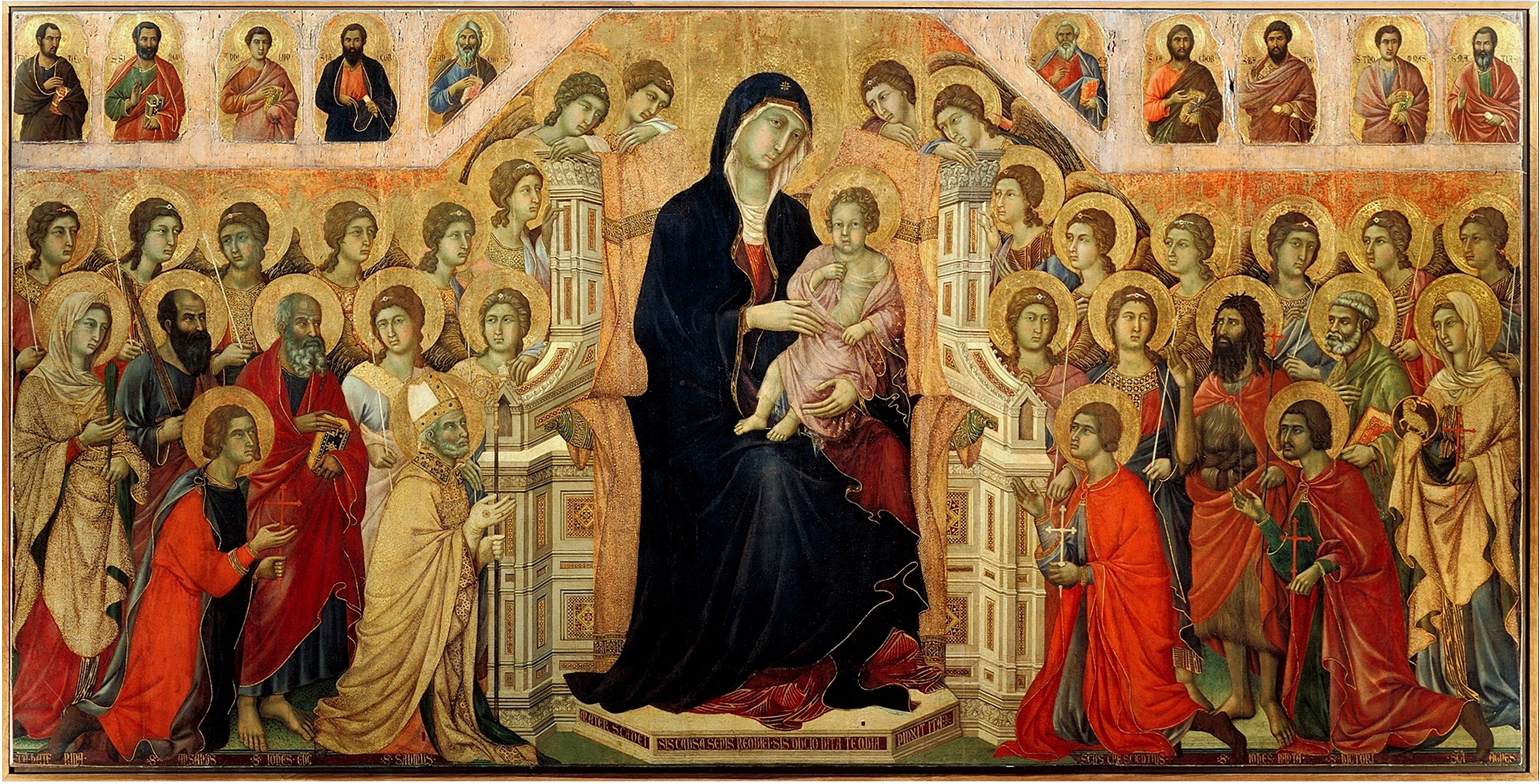
Maestà či Trůnící Madona, Museo dell'Opera del Duomo, Siena

O Ducciově mládí není nic známo. Nevíme ani, kdo byl jeho učitelem. Historici se domnívají, že vzhledem k určité podobnosti jeho deskového obrazu Madona Rucellaiů (Madonna Rucellai) s obdobnými pracemi Cimabuovými, to mohl být tento známý florenstský malíř. S Ducciovým jménem se poprvé setkáváme až roku 1278, kdy mu sienská městská rada zadala práce na výzdobě radnice.
Prvním známým Ducciovým dílem je zmíněná Madona s anděly (známá jako Madona Rucellaiů, kolem 1285) kterou umělec namaloval pro kostel Santa Maria Novella ve Florencii (dnes v Galerii Uffizi). Je zde ještě stále patrný irealistický kontext, který Giotto již odstranil.
Na druhé straně mají tváře světců v medailonech na rámu již své fyziognomické rysy.

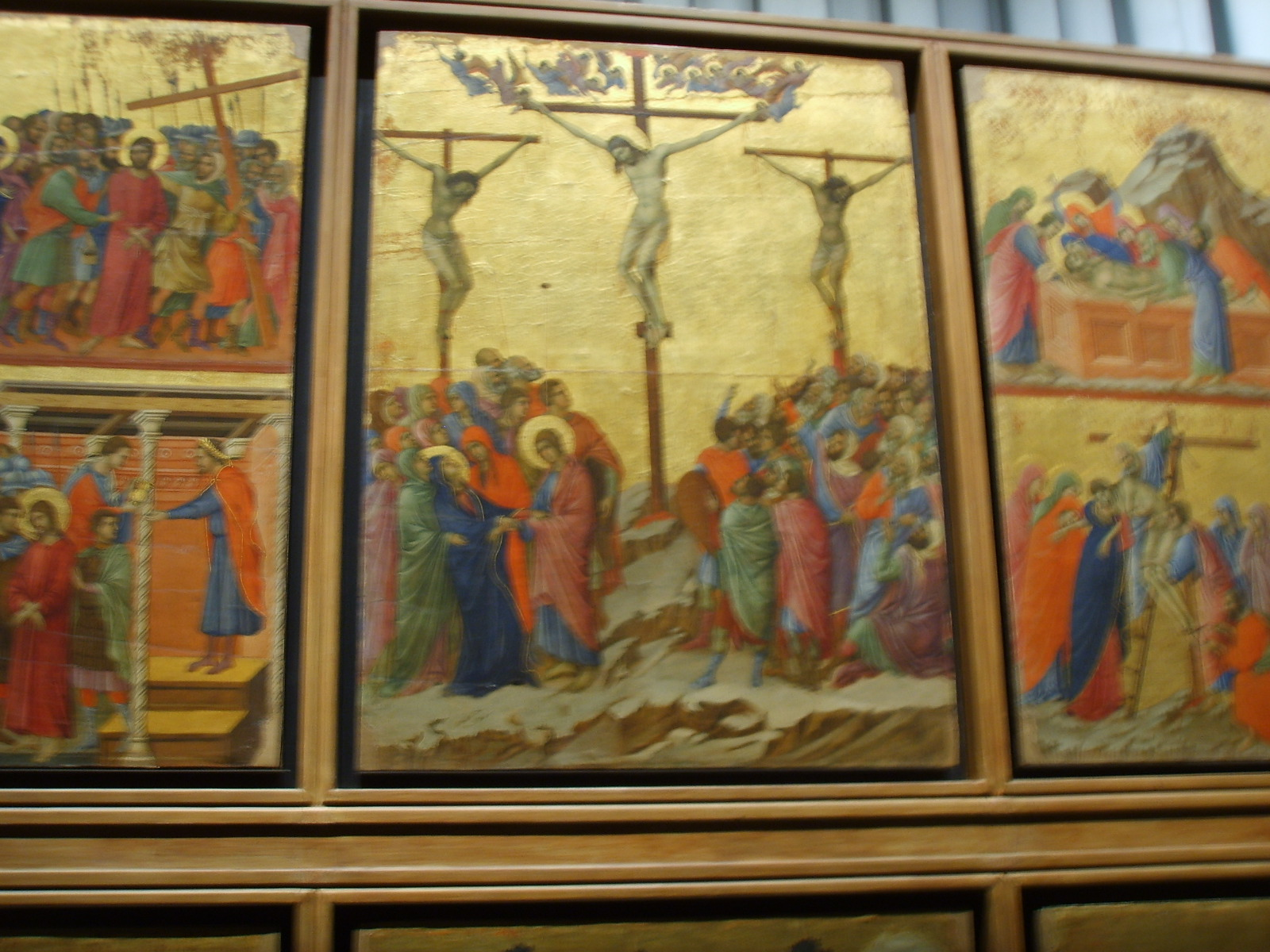
Ukřižování (Crocifissione), zadní strana deskového obrazu Maestà, Museo dell'Opera del Duomo, Siena

Jednou z nejznámějších Ducciových prací je deskový obraz Trůnící Madona (Maestà, 1311, dnes v Museo dell´Opera del Duomo v Sieně), který byl původně umístěn na hlavním oltáři katedrály Panny Marie v Sieně. Obraz o rozměrech 213×396 cm je malovaný z obou stran. Na jedné straně byla na zlatém pozadí namalována Panna Maria s Ježíškem na Trůnu, obklopená anděly a svatými, mezi nimiž jsou čtyři patroni města Sienny. Zadní strana obrazu byla rozdělena na čtrnáct menších částí s výjevy z Kristova ukřižování a vzkříšení. 
Nejznámějším Ducciovými žáky byli Simone Martini a bratři Lorenzettiové. Jejich zásluhou se Siena stala v 13. století druhým nejvýznamnějším italským centrem malířství po Florencii.